# Zangenangriff

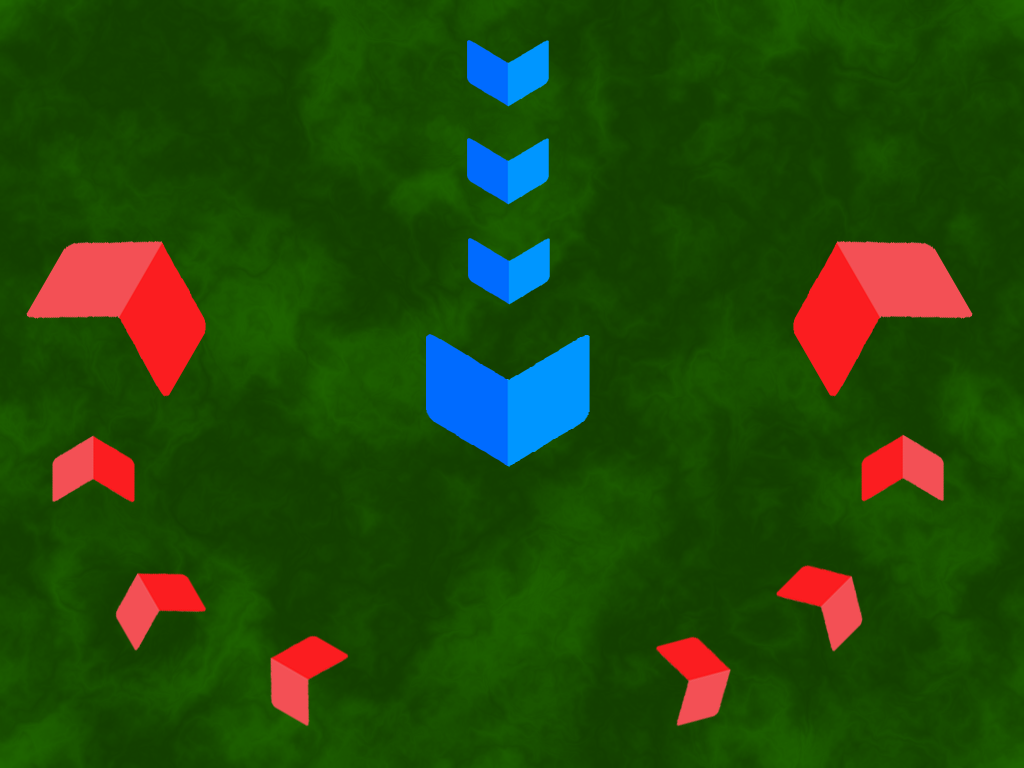
Zangenangriff, bei dem Rot die blauen Streitkräfte umfasst

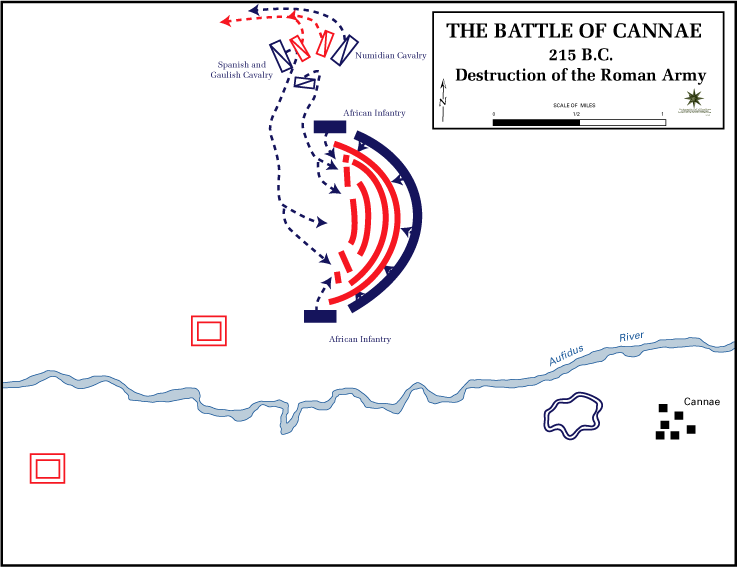
Vernichtung der römischen Armee (rot) durch die Karthager (blau) bei der Schlacht von Cannae

Der Begriff des Zangenangriffes (auch als doppelte Umfassung bezeichnet) ist eine militärische Manöverbewegung. Hierbei werden die Flanken des Gegners gleichzeitig in einer Zangenbewegung angegriffen, während die eigenen Truppen der Angriffsbewegung des Gegners im Zentrum der Front ausweichen. Ziel ist es hierbei, den Gegner in einem Kessel einzuschließen und von seinen rückwärtigen Verbindungen zu trennen.
In Die Kunst des Krieges rät Sunzi davon ab, den Gegner beim Zangenangriff komplett einzukreisen und empfiehlt stattdessen, ihm einen Fluchtweg zu lassen, auf dem er dann verwundbarer sei.
Erstmals könnte das Zangen-Manöver in der Schlacht bei Marathon zum Einsatz gekommen sein; Herodot beschreibt, dass der Athener General Miltiades seine Soldaten die zahlenmäßig überlegenen Perser in einer U-Formation umzingeln ließ.
Der bekannteste Anwendungsfall ist die Schlacht von Cannae, wo Hannibal die angreifenden Römer in die Zange nahm.
Chālid ibn al-Walīd wandte die Taktik an in der Schlacht von Walaja 633.
Weitere Beispiele sind die Schlacht bei Manzikert, die Schlacht bei Mohács (1526) und die Schlacht bei Fraustadt.